# Campionat Europeu de Salts de 2013 – 3 metres trampolí sincronitzat femení
La prova dels 3 metres trampolí sincronitzat femení dels Campionat Europeu de Salts de 2013 es va disputar el dia 23 de juny amb una ronda preliminar i una ronda final.

## Resultats
La ronda preliminar es va disputar a les 09:00 i la final a les 14:30.
En verd els finalistes 
| Posició | Saltadora                        | País          | Preliminar | Preliminar | Final     | Final   |
| Posició | Saltadora                        | País          | Punts      | Posició    | Punts     | Posició |
| ------- | -------------------------------- | ------------- | ---------- | ---------- | --------- | ------- |
| 1       | Tania Cagnotto Francesca Dallapé | Itàlia        | 300.90     | 2          | 324.30    | 1       |
| 2       | Hanna Pysmenska Olena Fedorova   | Ucraïna       | 301.20     | 1          | 300.60    | 2       |
| 3       | Rebecca Gallantree Alicia Blagg  | Regne Unit    | 291.90     | 3          | 292.17    | 3       |
| 4       | Kieu Duong Tina Punzel           | Alemanya      | 276.30     | 5          | 291.00    | 4       |
| 5       | Maria Polyakova Kristina Ilinykh | Rússia        | 281.10     | 4          | 282.30    | 5       |
| 6       | Inge Jansen Celine van Duijn     | Països Baixos | 271.80     | 6          | 277.50    | 6       |
| 7       | Flóra Gondos Zsófia Reisinger    | Hongria       | 254.40     | 8          | 259.98    | 7       |
| 8       | Taina Karvonen Iira Laatunen     | Finlàndia     | 261.03     | 7          | 258.45    | 8       |
| 16.5    | H09.5                            |               |            |            | 00:55.635 | O       |
| 9       | Eleni Katsouli Ioulianna Banousi | Grècia        | 222.51     | 9          |           |         |